# Бэйли, Милдред
Милдред Бэйли (ур. Ринкер; 27 февраля 1907 — 12 декабря 1951) — американская джазовая певица, чьи выступления были очень популярны в 1930-е годы.
Родилась в Текоа, штат Вашингтон, в музыкальной семье: её отец, белый, профессионально играл на скрипке, а мать, имевшая индейское происхождение, увлекалась игрой на фортепиано. В 1913 году семья переехала в Спокен, а в 1916 году мать Милдред умерла.
В возрасте 17 лет переехала в Сиэтл, чтобы попробовать начать музыкальную карьеру. Она вышла замуж за некого Теда Бейли, почти сразу же развелась с ним, но сохранила его фамилию на всю жизнь. Впоследствии была замужем ещё два раза — за Бенни Стэффордом (вместе с которым она переехала в Лос-Анджелес и начала давать концерты в ночных клубах) и джазовым музыкантом Ред Норво с 1933 года, вместе с которым в 1930-х годах она записала несколько песен: их совместная группа существовала до 1939 года, после чего Бэйли возобновила сольную карьеру, выступая в том числе на радио.
Свои первые альбомы записала в 1929 году, известность на Западном побережье США получила к началу 1930-х. Активнее всего работала с этого времени и до 1945 года: в это время были записаны самые известные её песни, «It’s So Peaceful in the Country», «Trust In Me», «Where Are You», «I Let A Song Go Out Of My Heart», «Small Fry», «Please Be Kind», «Darn That Dream», «Rockin' Chair», «Blame It On My Last Affair», and «Says My Heart». После окончания Второй мировой войны, страдая от сахарного диабета и депрессии, она записала всего несколько песен. Умерла в Пухкипси в возрасте 44 лет.